# 小行星3411
小行星3411（3411 Debetencourt）是一颗绕太阳运转的小行星，为主小行星带小行星。该小行星于1980年6月2日发现。

## 轨道参数
小行星3411的轨道半长轴为2.2436806 UA，离心率为0.117。